# Project Medusa
Project Medusa war ein belgisches Musikprojekt, bestehend aus Errol Lafleur, Jaco van Rijswijk und Mark Nieuwenhuijzen.
Die drei Musiker erreichten 2003 mit dem Trance-Titel Moonshine die deutschen Singlecharts. Gesungen wurde er von Jan Loechel.

## Diskografie
Singles
- 2001: Something Is Wrong - Part I
- 2002: Moonshine (Project Medusa vs. Exor)
- 2003: Eclipse